# Федорович, Пётр Иванович
Пётр Иванович Федорович — советский хозяйственный и политический деятель.

## Биография
Родился в 1896 году в Шакишкисе. Член КПСС с 1917 года.
Окончил Коммунистический университет национальных меньшинств Запада.
В 1917—1921 гг. — участник Октябрьской революции в Ленинграде, секретарь революционного комитета литовских коммунистов Петрограда, заведующий отделом ЧК Литвы в Смоленске, председатель секции бюро Литвы при РКП(б), заместитель председателя ЧК Вильнюсской губернии, рокишкский уездный чрезвычайный комиссар.
В 1924—1944 гг. — партийный и профсоюзный деятель в Москве.
В 1944—1945 гг. — секретарь Вильнюсского горкома КП Литвы.
В 1945—1950 гг. — первый секретарь Шяуляйского горкома КП Литвы.
В 1950—1953 гг. — председатель Каунасского облисполкома.
В 1953—1958 гг. — заместитель министра государственного контроля Литовской ССР.
Избирался депутатом Верховного Совета Литовской ССР 2-3-го созывов. Делегат XVII съезда ВКП(б).
Умер в 1967 году в Москве.

## Награды
- Орден Трудового Красного Знамени (08.04.1947, 20.07.1950)